# Château de Reinsberg
Le château de Reinsberg (Schloß Reinsberg) est un château saxon situé à Reinsberg en Saxe centrale (Allemagne), à 35 km à l'ouest de Dresde.

## Historique

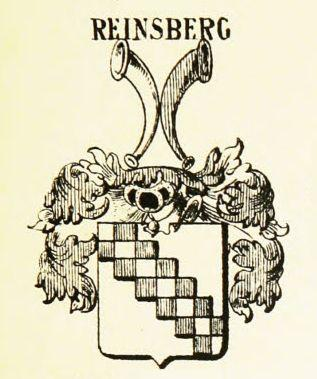
Blason des Reinsberg

Le domaine seigneurial est attesté depuis 1197 et les chevaliers de l'époque font construire plus tard le château de Reinsberg et le château de Bieberstein à proximité. Il semble que le château ait reçu son nom d'un chevalier Reinhart seigneur du lieu. Les chevaliers de Reinsberg (ou Reinsperg) font agrandir et fortifier le château au cours des ans qui se situe sur un éperon au-dessus de la Bobritzsch, et aménager des douves du côté est, non protégé naturellement. La famille perd une grande partie de ses domaines au XIVe siècle et celui de Reinsberg est acquis par la famille von Schönberg entre 1404 (pour le château et une partie des terres) et 1411 (pour le reste). Ils y habitent pendant plus de cinq siècles ! Nikolaus von Schönberg et son frère Antonius von Schönberg, farouches partisans de la Réforme y demeurèrent au XVIe siècle. Les terres agricoles étaient partagées en deux domaines, celui d'Oberreinsberg, dont le dernier propriétaire, avant l'expropriation communiste, était Erich von Schönberg, et le domaine de Niederreinsberg, dont le dernier propriétaire était Karl Friedrich Christoph von Schönberg, mort en août 1945.
Pendant la période de la république démocratique allemande, le château sert de colonie de vacances pour les enfants des ouvriers du combinat industriel Schwarze Pumpe. Il est redevenu propriété privée après la réunification allemande et le parc est ouvert au public, avec une piscine municipale.

## Source
- (de) Cet article est partiellement ou en totalité issu de l’article de Wikipédia en allemand intitulé « Schloss Reinsberg » (voir la liste des auteurs).